# Sicpa
Die SICPA HOLDING SA ist ein Anbieter von Sicherheitsdruckfarben und Sicherheitslösungen für die Herstellung von Banknoten und von weiteren Sicherheits- und Wertdokumenten wie z. B. Reisepässe, Ausweise, Fahrscheine, kunststoffbeschichtete Karten und Rubbel-Lotteriescheine. Das Unternehmen bietet Lösungen und Dienstleistungen zur gesicherten Authentifizierung, Identifizierung und Rückverfolgbarkeit an. Neue Sicherheitslösungen werden zusammen mit Regierungen, Zentralbanken, Hochsicherheitsdruckereien und der Industrie entwickelt, wobei die SICPA HOLDING SA auch Beratungsfunktionen wahrnimmt.

## Sitz
Das Unternehmen hat seinen Sitz in Prilly, Kanton Waadt (Schweiz).
Die Geschäftsführung und verschiedene zentrale Unternehmensbereiche wie Forschung und Entwicklung, Industrietechnik, Personal, Finanzen, IT und Recht sind in der Hauptniederlassung in Lausanne (Schweiz) ansässig.
Das Unternehmen unterhält Niederlassungen auf allen Kontinenten.

## Unternehmensbereiche
Aufgeteilt ist die Holding in drei Unternehmensbereiche:

### Sicherheitsdrucklösungen
Im Mittelpunkt dieses Segments stehen moderne Sicherheitsdruckfarben. Ihr Einsatz trägt maßgeblich zum Schutz eines Großteils aller Banknoten, Sicherheits- und Wertdokumente weltweit vor Fälschung und betrügerischer Verwendung bei.

### Sicherheitslösungen für die öffentliche Hand
Dieses Geschäftsfeld unterstützt mit seinen Systemlösungen (sichere Produktidentifizierung, Rückverfolgbarkeit) Regierungen und öffentliche Auftraggeber darin, ihre Steuereinnahmen zu sichern und die Lieferketten bestimmter Produkte, wie Tabak, alkoholische Getränke und Pharmaerzeugnisse nachzuvollziehen.

### Lösungen für den Produkt- und Markenschutz
Hierbei werden Lösungen und Dienstleistungen für die Industrie erbracht. Integrität und Lieferkette von Produkten und Marken werden durch individuell zugeschnittene Maßnahmen geschützt, die sich mit sicherer Identifizierung, Rückverfolgbarkeit und Schutz vor Manipulationen befassen.

## Unternehmensdaten
Die in privater Hand befindliche Aktiengesellschaft gibt keine Jahresabschluss- bzw. Erfolgszahlen preis.
Die Unternehmensleitung (als Präsident bzw. CEO) liegt in den Händen von Philippe Amon.
Beschäftigt werden weltweit rund 3.000 Mitarbeiter.

## Geschichte
Im Jahre 1927 gründete Maurice Amon (1880–1959) in Lausanne ein Zulieferunternehmen für die Lebensmittel- und Landwirtschaftsindustrie. Erstes Hauptprodukt war ein Melkfett.
Die Abkürzung der ursprünglichen Firmenbezeichnung Société Industrielle et Commerciale de Produits Alimentaires (deutsch: Lebensmittel-Industrie- und Handelsgesellschaft) ergibt die Firmenbezeichnung SICPA.
1940 begann das Unternehmen mit der Produktion von Druckfarben, und 1948 wurden die ersten Sicherheitsdruckfarben für den Banknotendruck hergestellt, die bei der Produktion des spanischen 100-Peseten-Scheins Verwendung fanden.
Unter der Geschäftsführung Albert Amons, des Sohnes von Maurice Amon, expandierte das Unternehmen in den ersten drei Nachkriegsjahrzehnten in Europa und Übersee, wobei es sich im Wesentlichen auf die Produktion von Druckfarben konzentrierte. Zur Sicherstellung hoher Qualität, insbesondere unter anspruchsvollen klimatischen und kulturellen Bedingungen, entwickelte das Unternehmen Standards für Beschaffenheit und Eigenschaften seiner Druckfarben.
Im September 2005 verkaufte das Unternehmen seinen international aufgestellten Geschäftsbereich Verpackungsdruckfarben mit 2.800 Mitarbeitern und 400 Millionen Euro Umsatz an die Siegwerk Druckfarben AG & Co. KGaA.
Im Januar 2016 erwarb SICPA Global Fluids International (GFI), ein kanadisches Pionierunternehmen im Bereich der Kennzeichnung und Nachverfolgbarkeit von Erdölprodukten auf molekularer Ebene. Diese Technologie ermöglicht es, vor Gericht zulässige Beweise zu liefern, sollte ein Betrug bei der Raffination, der Verarbeitung oder beim Vertrieb entdeckt werden, und erleichtert die Identifizierung von Gliedern in der Lieferkette, an denen Betrug auftreten könnte.

## Gegenwart
Die SICPA HOLDING SA besitzt heute Tochtergesellschaften und Vertragspartner in vielen Ländern der Welt wie Brasilien, Singapur oder auch in den USA und unterhält Joint Ventures, insbesondere in Indien und in Pakistan.
Die Handelszeitung zählte das Unternehmen Ende 2012 zu den sogenannten Hidden Champions.
Noch immer wird das Unternehmen mit Philippe Amon durch ein Mitglied der Familie Amon geleitet, nunmehr in dritter Generation. Nach Unternehmensangaben ist die SICPA HOLDING SA heute Weltmarktführer für Sicherheitsdruckfarben und für integrierte Sicherheitslösungen für Banknoten und Wertdokumente.